# Universal Resort
Universal Resort (in cinese: 环球度假区站S, Huánqiú dùjiàqū zhànP) è una stazione della linea Batong e della linea 7 della metropolitana di Pechino, nonché capolinea orientale di entrambe le linee.
La stazione prende il nome dal vicino Universal Beijing Resort, nel quale sorge il parco tematico degli Universal Studios Beijing, ed è la prima stazione della Cina integrata in un parco tematico.
Dal 29 agosto 2021 è stato avviato l'esercizio congiunto tra la linea 1 e la linea Batong, le quali operano come un’unica linea continua. Sebbene la linea venga principalmente indicata come "linea 1−Batong", la denominazione "linea Batong" non è stata eliminata dalla segnaletica e dalle mappe ufficiali, rendendo di fatto la stazione di Universal Resort di competenza della linea Batong.

## Storia
Il tracciato della linea Batong è stato definito nei primi anni '90 come parte della proposta di progettazione della metropolitana di Pechino a servizio del distretto di Chaoyang. I lavori di costruzione sono stati avviati il 28 dicembre 2001 e la linea è stata inaugurata due anni dopo, il 27 dicembre 2003, aprendo al pubblico le 13 stazioni nella tratta Sihui − Tuqiao, che all'epoca rappresentava il capolinea orientale della linea.
Il 28 dicembre 2019, viene inaugurata contemporaneamente l'estensione della linea Batong e della linea 7, aprendo al pubblico la stazione Huazhuang di entrambe le linee, rendendola temporaneamente il capolinea sia della linea Batong che della linea 7.
Il 22 luglio 2016 viene confermata l'estensione orientale della linea Batong e della linea 7, le quali si sarebbero prolungate entrambe fino alla stazione di Universal Studios. La stazione venne presentata inizialmente con il nome Universal Studios (环球影城S, huánqiú yǐngchéngP) per poi essere ufficialmente rinominata Universal Resort nel novembre 2019.
Il 28 dicembre 2016 sono iniziati i lavori di costruzione della stazione di entrambe le linee e, il 22 maggio 2018, venne completato il corpo principale della stazione.
Il 26 luglio 2021 la stazione ha aperto le porte alla stampa e a invitati selezionati per le prime visite, mentre il 26 agosto successivo è stata ufficialmente inaugurata e aperta al pubblico.

### Interconnessione tra linea Batong e linea 1
Nel 2010 si iniziò a ipotizzare una operatività congiunta tra la linea 1 e la linea Batong, che avrebbe ridotto i tempi di viaggio e evitato lo scambio alla stazione di Sihui o Sihuidong. Si notò, però, che da un punto di vista ingegneristico l'operazione sarebbe stata estremamente difficoltosa in quanto le due linee utilizzavano una segnaletica differente. Gli studi di fattibilità vennero avviati nel 2016 e il 12 giugno 2020 la Commissione di riforma e sviluppo di Pechino approvò il progetto di interconnessione della linea 1 e della linea Batong.
In seguito, il 29 agosto 2021, venne avviata l’operatività congiunta tra la linea 1 e la linea Batong, unificando il tracciato delle due linee. Pur operando come un’unica linea integrata, il servizio che copre le stazioni della linea Batong (da Gaobeidian a Universal Resort) termina anticipatamente rispetto a quello che serve le stazioni della linea 1 (da Gucheng a Sihuidong).

## Posizione

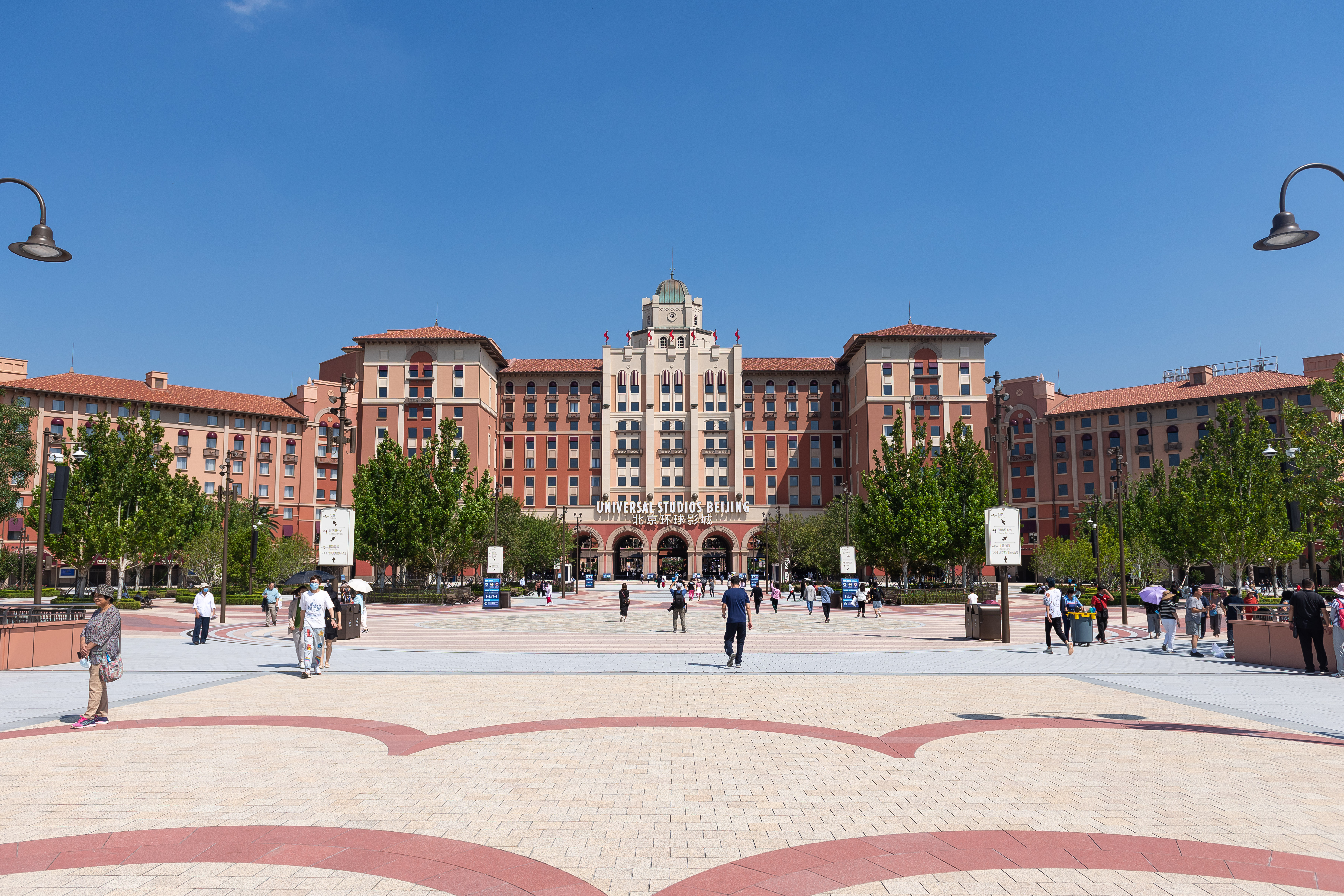
Entrata principale degli Universal Studios Beijing.

La stazione Universal Resort si trova a Dagaolizhuang, nel sobborgo di Wenjing, nel distretto di Tongzhou, alla periferia sud-est di Pechino, ed è situata all'interno dell'Universal Beijing Resort. A ovest si affaccia sulla City Avenue del parco e sul ponte pedonale che collega direttamente al parco, mentre a sud confina con Xiaotaihouhe South Street e con il parcheggio multipiano del parco. La stazione sorge nelle vicinanze del sesto anello autostradale di Pechino, sul lato nord della superstrada Jing-Tong, ed è orientata approssimativamente in direzione est-ovest lungo Universal Avenue.

## Struttura e impianti

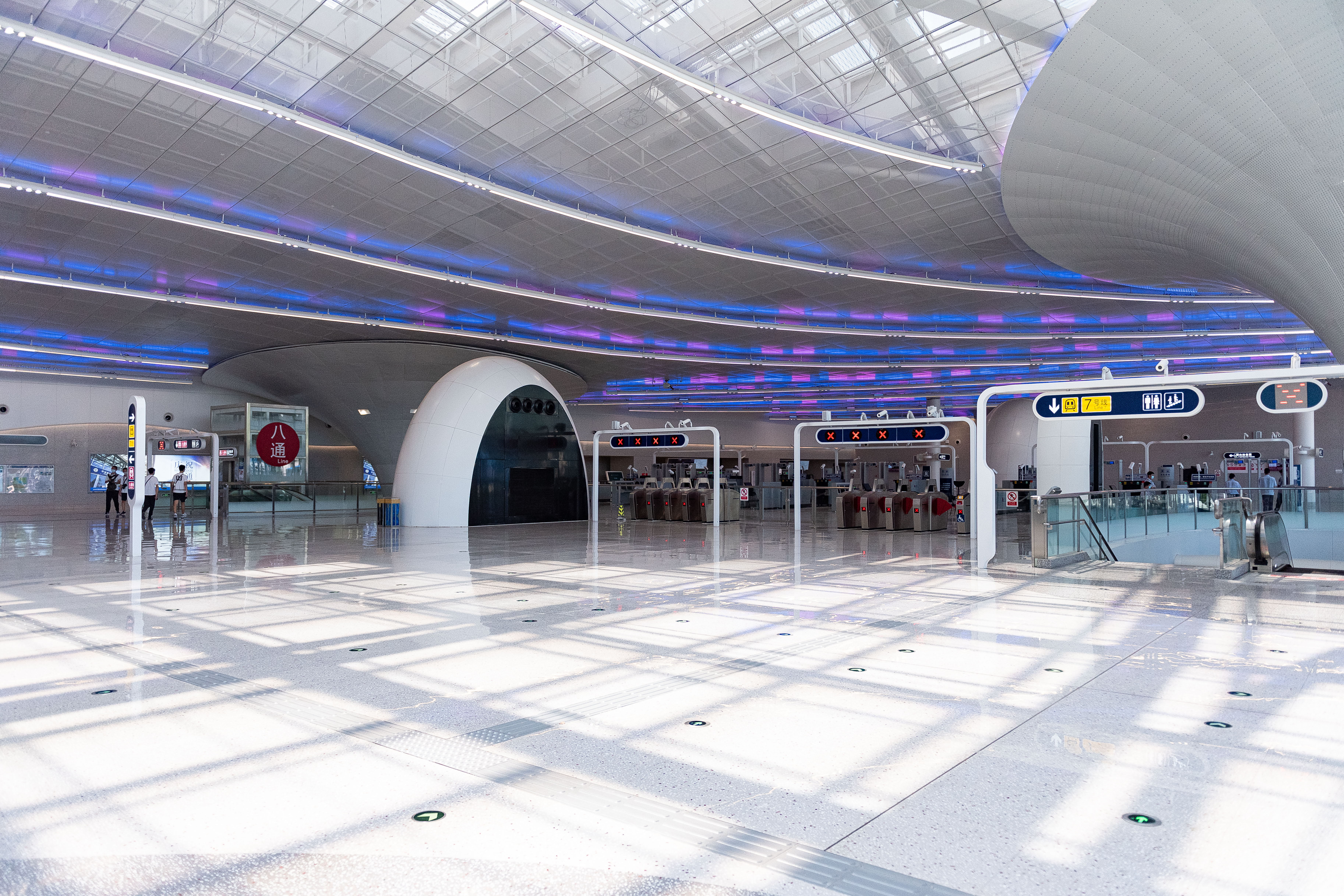
Interno della stazione.

La stazione di Universal Resort è articolata su due livelli, dove al piano terra si trova l’atrio della stazione, situato in prossimità del Beijing Universal Resort, mentre al piano interrato è collocato il livello dei binari, dove il lato nord ospita le banchine della linea 7 e il lato sud quelle della linea Batong. Il piano delle banchine è stato organizzato con una disposizione a doppia banchina a isola.
La stazione presenta sei accessi, indicati con le lettere A, B, C, D, E e F.

## Servizi
La stazione dispone di:
- Accessibilità per portatori di handicap (ingresso A, B, C, D e E)
- Ascensori
- Scale mobili
- Emettitrice automatica biglietti
- Servizi igienici
- Sportello automatico
- Stazione video sorvegliata
- Ufficio polizia

### Orari

#### Linea Batong
Il primo treno lascia la stazione di Universal resort in direzione Gucheng alle 5:09 mentre l'ultimo alle 22:55.

#### Linea 7
Il primo convoglio parte da Universal Resort, in direzione Pechino Ovest alle 5:09, mentre l'ultimo conclude il servizio alle 22:55.

## Interscambi
- Fermata autobus